# Oscar Olson
Oscar Doglas Olson (Condado de St. Croix, 7 de octubre de 1878 - Wisconsin, febrero de 1963) fue un competidor del tira y afloja y un levantador de pesas de los Estados Unidos. En los Juegos Olímpicos de San Luis 1904, formó parte del equipo que ganó la medalla de oro en el tira y afloja. En la misma edición de estos Juegos, fue cuarto en el levantamiento de pesas con las dos manos.